# 山口鋭之助
山口 鋭之助（やまぐち えいのすけ、1862年3月9日（文久2年2月9日） - 1945年（昭和20年）3月4日）は、明治時代から大正時代にかけての日本の物理学者、官僚。理学博士。

## 経歴
出雲国（現・島根県）松江に、松江藩士・山口軍兵衛礼行（知行は200石）の三男として生まれる。1884年、東京大学理学部物理学科を卒業。
東京大学予備門教諭、第一高等学校教授を歴任。1897年、京都帝国大学理工科大学教授に転じ、文部省から留学生としてドイツ・フランスに派遣され3年間学んだ。1901年、理学博士号を取得した。
その後、学習院に移り次長に就任。1905年、第9代院長となり翌年まで在任。さらに、宮内省に転じ、図書頭、諸陵頭を歴任し、宮中顧問官となる。

## 家族
山口家は山口宗永の子孫
- 父・山口軍兵衛 - 松江藩士
- 妻・山口ソノ - 数学者・藤沢利喜太郎の妹
  - 二男・山口進六 - 陸軍技術将校。妻の泰子は陸軍大将・阿部信行の二女。
  - 長女・ミサ - 渋谷米太郎の妻[4]
- 長兄・山口宗義（1851－1934） - 大学南校卒、大蔵省主計官、台湾総督府財政部長、日本銀行理事などを歴任し、漢詩人としても知られる[5]。
  - 長男・山口堅吉 - 東京帝大法科大学英法科卒。三菱銀行外国部長を経て常務。妻テルは山田直矢（大久保利通甥）二女[6]。
  - 二男・山口張雄 - 岳父に中村是公。
  - 長女・スハ - 三好退蔵二男・重道の妻
  - 二女・カツラ - 園田寛の妻
  - 三男・山口多聞 - 海軍中将
  - 四男・山口鉄彦 - 東京帝大政治科卒。岳父に岡崎久次郎[7]。岳父の会社の重役を務めたが、1929年に服毒自殺した[8]。仕事の心労、男遊びの盛んな妻との関係に悩んだとされる[8]。三児のうち、長男は山口家が引き取ったのち他家の養子となった[8]。
    - 宗義の孫に大日本塗料常務の山口宗樹[9]。
      - 宗義の曾孫（鉄彦の孫）にアイリーン・美緒子・スミス[8]
- 次兄 山口半六（建築家）

## 栄典・授章・授賞
位階
- 1886年（明治19年）7月8日 - 従七位[10]
- 1892年（明治25年）2月29日 - 正七位[11]
- 1896年（明治29年）5月11日 - 従六位[12]
- 1901年（明治34年）4月20日 - 従五位[13]
- 1904年（明治37年）5月10日 - 正五位[14]
- 1909年（明治42年）5月21日 - 従四位[15]
- 1914年（大正3年）6月10日 - 正四位[16]
- 1920年（大正9年）6月21日 - 従三位[17]
- 1929年（昭和4年）7月1日 - 正三位[18]

勲章等
- 1905年（明治38年）6月24日 - 勲四等瑞宝章[19]
- 1915年（大正4年）11月10日 - 大礼記念章[20]
- 1916年（大正5年）1月19日 - 勲三等旭日中綬章[21]
- 1940年（昭和15年）8月15日 - 紀元二千六百年祝典記念章[22]

## 著作
著書
- 『普通教育 物理学』 大日本図書、1907年7月
- 『山陵の研究』 明治聖徳記念学会、1923年2月
- 『皇道早わかり 御国寿の歌』 本学会、1936年7月
- 『祭政一致 皇道の教学 : 近藤真琴先生の和魂漢洋才主義と教学の方針』 本学会出版部、1937年3月
- 『世界驀進の皇道経済』 本学会、1938年12月

## 関連文献
- 「従三位勲二等山口鋭之助外一名叙勲並勲章加授ノ件」（国立公文書館所蔵 「叙勲裁可書・大正十年・叙勲巻三」）
- 東郷茂彦 「宮内省諸陵頭山口鋭之助の事績と思想」（『明治聖徳記念学会紀要』復刊第48号、2011年11月）